# Liste des souverains de la dynastie alaouite
 (novembre 2016).
- Si vous ne connaissez pas le sujet, laissez ce bandeau (vous pouvez alors contacter les auteurs).
- Si vous supprimez le contenu mis en cause (vous pouvez préalablement contacter les auteurs),

argumentez précisément cette suppression dans la page de discussion
(un manque de référence n'est pas un argument ; une recherche réelle de référence doit avoir été effectuée, être formellement documentée).
 (novembre 2016).

Emblème du Maroc.

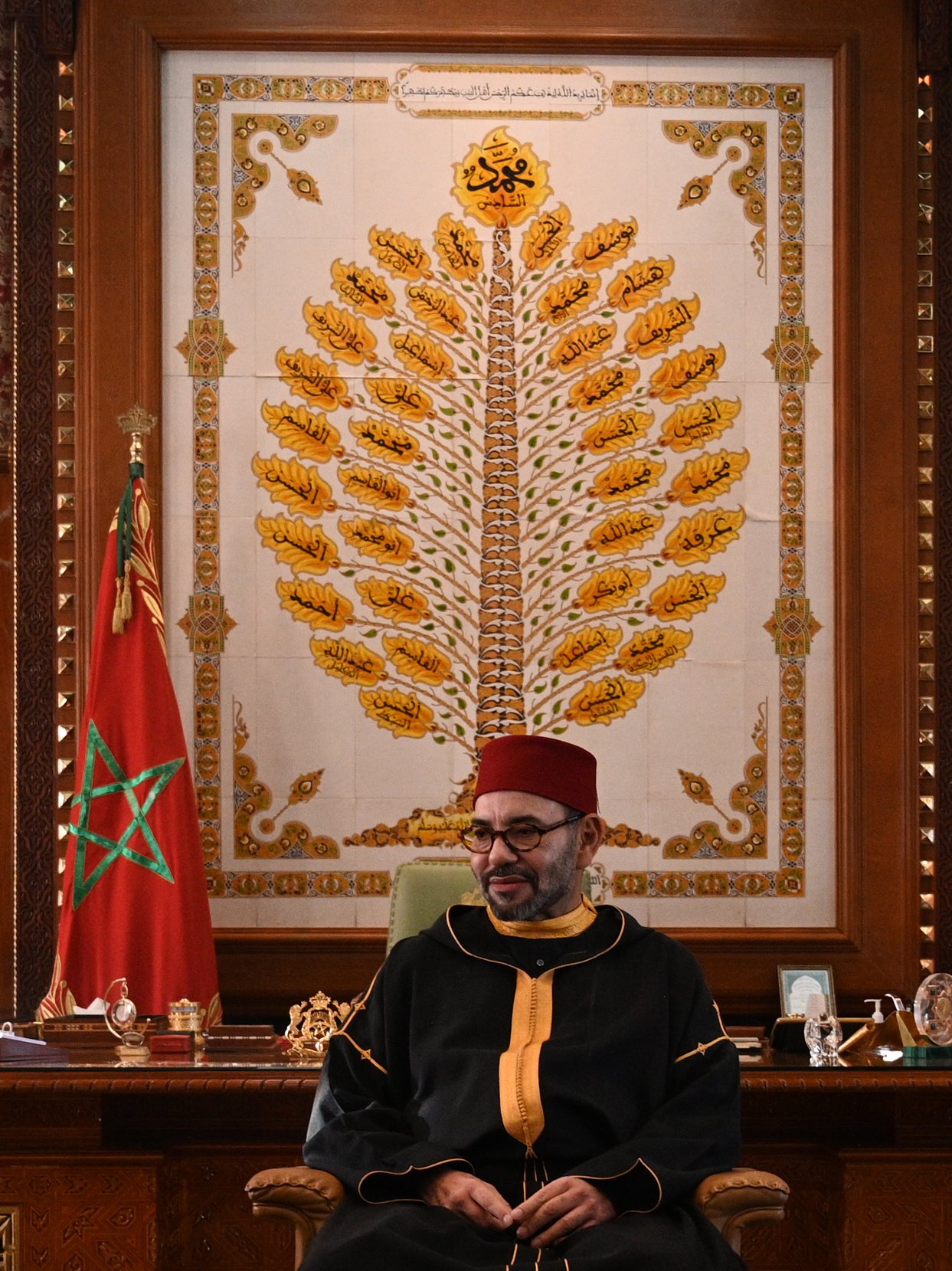
Mohammed VI derrière un arbre généalogique de la dynastie Alaouite

Cette page dresse la liste des souverains de la dynastie alaouite du Maroc par ordre chronologique depuis la fondation de la dynastie en 1631, durant la période anarchique qui a suivi la mort du saadien Ahmed al-Mansour, jusqu'à l'actuel roi du Maroc.
Chérif Ben Ali est le fondateur et le premier souverain de la dynastie alaouite. Investi en 1631 par les habitants de Sijilmassa pour défendre la région du Tafilalet de l’influence de la Zaouïa de Dila, il abdique en 1636 pour se consacrer à la religion. C'est son fils ainé Mohammed Ben Chérif qui entame les premières conquêtes notamment au nord-est du Maroc. Son successeur Rachid Ben Chérif unifie plus tard le pays devenant ainsi en 1667, le premier sultan alaouite. Mort d'une chute de cheval, Rachid est remplacé par son demi-frère Ismaïl Ben Chérif, qui lui devient le souverain le plus important du Maroc avec Ahmed al-Mansour, et le plus important de sa dynastie en occupant le trône le plus longtemps.
À la mort d'Ismaïl, le Maroc sombre dans l'anarchie caractérisée d'une crise de succession qui dure jusqu'en 1757, date de l'avènement de Mohammed Ben Abdellah. Celui-ci permet au Maroc de s'ouvrir à l'Occident notamment par le commerce, et d'être la première nation du monde à reconnaître les États-Unis. Sous son règne, le Maroc retrouve sa gloire. Lorsqu'il meurt, une nouvelle mais plus petite crise a lieu et oppose ses trois fils. Slimane Ben Mohammed en sort vainqueur. Il choisit pour successeur son neveu Abderrahmane Ben Hicham, ce qui est une première.
C'est sous le règne de Abdelhafid Ben Hassan, qui venait de déposer son frère, que le Maroc signe le traité de Fès, convention qui place l'Empire chérifien sous la dépendance et la protection de la France. Le protectorat dure jusqu'en 1956, date où le Maroc retrouve son indépendance avec comme sultan, puis, comme 1er roi Mohammed V. Son fils Hassan II lui succède en 1961 et règne pendant plus de 38 ans. À l’avènement de Mohammed VI, subsistent au Maroc d'importants retards économiques et sociaux.

## Liste des souverains alaouites
Légende
- Prince du Tafilalet
- Sultan du Maroc
- Roi du Maroc

Note : les tableaux ci-dessous montrent les dates de règnes des différents souverains alaouites durant les trois entités politiques que commande la dynastie alaouite. À partir de 1955, apparaissent les différents gouvernements.

### Chef du Tafilalet (1631-1667)
| Portrait | Portrait                    | Nom (naissance-mort)            | Dates du règne — Durée du règne | Dates du règne — Durée du règne | Capitale   | Titre                                          | Notes et faits marquants |
| -------- | --------------------------- | ------------------------------- | ------------------------------- | ------------------------------- | ---------- | ---------------------------------------------- | --- |
| 1        |                             | Chérif Ben Ali (1589-1659)      | 1631                            | 1636                            | Sijilmassa | 1er Souverain alaouite 1er Prince du Tafilalet | Moulay Chérif est investi en 1631 par les habitants de Sijilmassa pour défendre le Tafilalet de l'influence de la Zaouïa de Dila et d'Illigh. Devant le refus de soumission de la localité de Tabouâsamt, et l'arrivée imminente des Dilaïtes dans la localité même, il demande l'appui de la Zaouïa d'Illigh dirigée par Ali Bou Hassoun Essemlâli. Celui-ci accepte tout d'abord avant de renoncer. Moulay Chérif repousse les dilaïtes de Muhammad al-Hajj ad-Dila'i, puis signe une paix avec lui en 1634-1635. Il abdique en 1636 laissant le choix aux habitants de Sijilmassa qui choisir comme successeur. Son fils aîné Mohammed est finalement désigné pour lui succéder. |
| 1        | ~ 6 ans                     | Chérif Ben Ali (1589-1659)      |                                 |                                 | Sijilmassa | 1er Souverain alaouite 1er Prince du Tafilalet | Moulay Chérif est investi en 1631 par les habitants de Sijilmassa pour défendre le Tafilalet de l'influence de la Zaouïa de Dila et d'Illigh. Devant le refus de soumission de la localité de Tabouâsamt, et l'arrivée imminente des Dilaïtes dans la localité même, il demande l'appui de la Zaouïa d'Illigh dirigée par Ali Bou Hassoun Essemlâli. Celui-ci accepte tout d'abord avant de renoncer. Moulay Chérif repousse les dilaïtes de Muhammad al-Hajj ad-Dila'i, puis signe une paix avec lui en 1634-1635. Il abdique en 1636 laissant le choix aux habitants de Sijilmassa qui choisir comme successeur. Son fils aîné Mohammed est finalement désigné pour lui succéder. |
| 2        |                             | Mohammed Ben Chérif (????-1664) | 1636                            | 3 août 1664 †                   | Sijilmassa | 2e Souverain alaouite 2e Prince du Tafilalet   | Il succède donc à son père en 1636. Il pille et soumet de force Tabouâsamt en 1637-1638 déclenchant la colère de Ali Bou Hassoun Essemlâli qui capture son père, Chérif Ben Ali. Celui-ci est relâché après le paiement d'une importante somme bien que la Zaouïa d'Illigh est chassée du Draâ. À partir de là, Moulay Mohammed concentre son regard à l'est. Il s'empare d'Oujda en 1641, puis razzie la région de Tlemcen pillant et dévastant tout sur son passage. Un traité est ensuite signé en 1647 avec le pacha d'Alger. En 1646, les Dilaïtes rompent l'accord et saccage Sijilmassa et sa région. À l'appel de Fès, il lance une incursion dans cette ville. Les Dilaïtes le repousse et l'oblige à rentrer au Tafilalet. À la mort de son père, les rivalités avec son frère Rachid commence. Il est finalement tué le 2 août 1664 lors d'une bataille dans la plaine d'Angad (nord-est du Maroc) par les troupes de son demi-frère Rachid. |
| 2        | ~ 29 ans                    | Mohammed Ben Chérif (????-1664) |                                 |                                 | Sijilmassa | 2e Souverain alaouite 2e Prince du Tafilalet   | Il succède donc à son père en 1636. Il pille et soumet de force Tabouâsamt en 1637-1638 déclenchant la colère de Ali Bou Hassoun Essemlâli qui capture son père, Chérif Ben Ali. Celui-ci est relâché après le paiement d'une importante somme bien que la Zaouïa d'Illigh est chassée du Draâ. À partir de là, Moulay Mohammed concentre son regard à l'est. Il s'empare d'Oujda en 1641, puis razzie la région de Tlemcen pillant et dévastant tout sur son passage. Un traité est ensuite signé en 1647 avec le pacha d'Alger. En 1646, les Dilaïtes rompent l'accord et saccage Sijilmassa et sa région. À l'appel de Fès, il lance une incursion dans cette ville. Les Dilaïtes le repousse et l'oblige à rentrer au Tafilalet. À la mort de son père, les rivalités avec son frère Rachid commence. Il est finalement tué le 2 août 1664 lors d'une bataille dans la plaine d'Angad (nord-est du Maroc) par les troupes de son demi-frère Rachid. |
| 3        |                             | Rachid Ben Chérif (1631-1672)   | 3 août 1664                     | 27 mai 1667                     | Sijilmassa | 3e Souverain alaouite 3e Prince du Tafilalet   | |
| 3        | (2 ans, 9 mois et 24 jours) | Rachid Ben Chérif (1631-1672)   |                                 |                                 | Sijilmassa | 3e Souverain alaouite 3e Prince du Tafilalet   | |

### Empire chérifien (1667-1957)
|    | Portrait                     | Nom (Naissance-Mort)                   | Dates du règne — Durée du règne | Dates du règne — Durée du règne | Capitale      | Gouvernement         | Titre                                       | Notes et faits marquants |
| -- | ---------------------------- | -------------------------------------- | ------------------------------- | ------------------------------- | ------------- | -------------------- | ------------------------------------------- | --- |
| 1  |                              | Rachid Ben Chérif (1631-1672)          | 27 mai 1667                     | 9 avril 1672 †                  | Fès           | -                    | 3e Souverain alaouite 1er Sultan chérifien  | Il meurt à Marrakech le 9 avril 1672 après une chute de cheval, et a été remplacé par son demi-frère Ismaïl. |
| 1  | (4 ans, 10 mois et 13 jours) | Rachid Ben Chérif (1631-1672)          |                                 |                                 | Fès           | -                    | 3e Souverain alaouite 1er Sultan chérifien  | Il meurt à Marrakech le 9 avril 1672 après une chute de cheval, et a été remplacé par son demi-frère Ismaïl. |
| 2  |                              | Ismaïl Ben Chérif (1645-1727)          | 14 avril 1672                   | 22 mars 1727 †                  | Fès et Meknès | -                    | 4e Souverain alaouite 2e Sultan chérifien   | |
| 2  | (54 ans, 11 mois et 8 jours) | Ismaïl Ben Chérif (1645-1727)          |                                 |                                 | Fès et Meknès | -                    | 4e Souverain alaouite 2e Sultan chérifien   | |
| 3  |                              | Ahmed Ben Ismaïl (1677-1729)           | 22 mars 1727                    | 13 mars 1728                    | Fès           | -                    | 5e Souverain alaouite 3e Sultan chérifien   | |
| 3  | (11 mois et 20 jours)        | Ahmed Ben Ismaïl (1677-1729)           |                                 |                                 | Fès           | -                    | 5e Souverain alaouite 3e Sultan chérifien   | |
| 4  |                              | Abdelmalek Ben Ismaïl (1675-1729)      | 13 mars 1728                    | 18 juillet 1728                 | Fès           | -                    | 6e Souverain alaouite 4e Sultan chérifien   | |
| 4  | (4 mois et 5 jours)          | Abdelmalek Ben Ismaïl (1675-1729)      |                                 |                                 | Fès           | -                    | 6e Souverain alaouite 4e Sultan chérifien   | |
| —  |                              | Ahmed Ben Ismaïl (1677-1729)           | 18 juillet 1728                 | 5 mars 1729 †                   | Fès           | -                    | 5e Souverain alaouite 3e Sultan chérifien   | |
| —  | (7 mois et 15 jours)         | Ahmed Ben Ismaïl (1677-1729)           |                                 |                                 | Fès           | -                    | 5e Souverain alaouite 3e Sultan chérifien   | |
| 5  |                              | Abdallah Ben Ismaïl (1678-1757)        | 5 mars 1729                     | 28 septembre 1734               | Fès           | -                    | 7e Souverain alaouite 5e Sultan chérifien   | |
| 5  | (5 ans, 6 mois et 23 jours)  | Abdallah Ben Ismaïl (1678-1757)        |                                 |                                 | Fès           | -                    | 7e Souverain alaouite 5e Sultan chérifien   | |
| 6  |                              | Ali Ben Ismaïl (????-1737)             | 28 septembre 1734               | 12 mai 1736                     | Fès           | -                    | 8e Souverain alaouite 6e Sultan chérifien   | |
| 6  | (1 an, 7 mois et 14 jours)   | Ali Ben Ismaïl (????-1737)             |                                 |                                 | Fès           | -                    | 8e Souverain alaouite 6e Sultan chérifien   | |
| —  |                              | Abdallah Ben Ismaïl (1678-1757)        | 12 mai 1736                     | 8 août 1736                     | Fès           | -                    | 7e Souverain alaouite 5e Sultan chérifien   | |
| —  | (2 mois et 27 jours)         | Abdallah Ben Ismaïl (1678-1757)        |                                 |                                 | Fès           | -                    | 7e Souverain alaouite 5e Sultan chérifien   | |
| 7  |                              | Mohammed Ben Ismaïl (1694-????)        | 8 août 1736                     | 18 juin 1738                    | Fès           | -                    | 9e Souverain alaouite 7e Sultan chérifien   | |
| 7  | (1 an, 10 mois et 10 jours)  | Mohammed Ben Ismaïl (1694-????)        |                                 |                                 | Fès           | -                    | 9e Souverain alaouite 7e Sultan chérifien   | |
| 8  |                              | Mostadi Ben Ismaïl (????-1759)         | 19 juin 1738                    | février 1740                    | Fès           | -                    | 10e Souverain alaouite 8e Sultan chérifien  | |
| 8  | ~ 1 an, 8 mois               | Mostadi Ben Ismaïl (????-1759)         |                                 |                                 | Fès           | -                    | 10e Souverain alaouite 8e Sultan chérifien  | |
| —  |                              | Abdallah Ben Ismaïl (1678-1757)        | février 1740                    | 3 avril 1745                    | Fès           | -                    | 7e Souverain alaouite 5e Sultan chérifien   | |
| —  | ~ 5 ans, 2 mois              | Abdallah Ben Ismaïl (1678-1757)        |                                 |                                 | Fès           | -                    | 7e Souverain alaouite 5e Sultan chérifien   | |
| 9  |                              | Zine El Abidine Ben Ismaïl (????-????) | 3 avril 1745                    | mai 1745                        | Fès           | -                    | 11e Souverain alaouite 9e Sultan chérifien  | |
| 9  | ~ 1 mois                     | Zine El Abidine Ben Ismaïl (????-????) |                                 |                                 | Fès           | -                    | 11e Souverain alaouite 9e Sultan chérifien  | |
| —  |                              | Abdallah Ben Ismaïl (1678-1757)        | mai 1745                        | 10 novembre 1757 †              | Fès           | -                    | 7e Souverain alaouite 5e Sultan chérifien   | |
| —  | ~ 12 ans, 6 mois             | Abdallah Ben Ismaïl (1678-1757)        |                                 |                                 | Fès           | -                    | 7e Souverain alaouite 5e Sultan chérifien   | |
| 10 |                              | Mohammed Ben Abdellah (1709-1790)      | 10 novembre 1757                | 9 avril 1790 †                  | Fès           | -                    | 12e Souverain alaouite 10e Sultan chérifien | |
| 10 | (32 ans, 4 mois et 30 jours) | Mohammed Ben Abdellah (1709-1790)      |                                 |                                 | Fès           | -                    | 12e Souverain alaouite 10e Sultan chérifien | |
| 11 |                              | Yazid Ben Mohammed (1748-1792)         | 11 avril 1790                   | 23 février 1792 †               | Fès           | -                    | 13e Souverain alaouite 11e Sultan chérifien | |
| 11 | (1 an, 6 mois et 12 jours)   | Yazid Ben Mohammed (1748-1792)         |                                 |                                 | Fès           | -                    | 13e Souverain alaouite 11e Sultan chérifien | |
| 12 |                              | Slimane Ben Mohammed (1766-1822)       | 11 mars 1792                    | 28 novembre 1822 †              | Fès           | -                    | 14e Souverain alaouite 12e Sultan chérifien | |
| 12 | (30 ans, 8 mois et 17 jours) | Slimane Ben Mohammed (1766-1822)       |                                 |                                 | Fès           | -                    | 14e Souverain alaouite 12e Sultan chérifien | |
| 13 |                              | Abderrahmane Ben Hicham (1778-1859)    | 30 novembre 1822                | 28 août 1859 †                  | Fès           | -                    | 15e Souverain alaouite 13e Sultan chérifien | |
| 13 | (36 ans, 8 mois et 29 jours) | Abderrahmane Ben Hicham (1778-1859)    |                                 |                                 | Fès           | -                    | 15e Souverain alaouite 13e Sultan chérifien | |
| 14 |                              | Mohammed Ben Abderrahmane (1803-1873)  | 28 août 1859                    | 16 septembre 1873 †             | Fès           | -                    | 16e Souverain alaouite 14e Sultan chérifien | |
| 14 | (14 ans et 19 jours)         | Mohammed Ben Abderrahmane (1803-1873)  |                                 |                                 | Fès           | -                    | 16e Souverain alaouite 14e Sultan chérifien | |
| 15 |                              | Hassan Ben Mohammed (1836-1894)        | 16 septembre 1873               | 7 juin 1894 †                   | Fès           | -                    | 17e Souverain alaouite 15e Sultan chérifien | |
| 15 | (20 ans, 8 mois et 22 jours) | Hassan Ben Mohammed (1836-1894)        |                                 |                                 | Fès           | -                    | 17e Souverain alaouite 15e Sultan chérifien | |
| 16 |                              | Abdelaziz Ben Hassan (1878-1943)       | 7 juin 1894                     | 12 août 1908                    | Fès           | -                    | 18e Souverain alaouite 16e Sultan chérifien | |
| 16 | (14 ans, 2 mois et 5 jours)  | Abdelaziz Ben Hassan (1878-1943)       |                                 |                                 | Fès           | -                    | 18e Souverain alaouite 16e Sultan chérifien | |
| 17 |                              | Abdelhafid Ben Hassan (1876-1937)      | 12 août 1908                    | 12 août 1912                    | Fès           | -                    | 19e Souverain alaouite 17e Sultan chérifien | |
| 17 | (4 ans)                      | Abdelhafid Ben Hassan (1876-1937)      |                                 |                                 | Fès           | -                    | 19e Souverain alaouite 17e Sultan chérifien | |
| 18 |                              | Youssef Ben Hassan (1881-1927)         | 12 août 1912                    | 17 novembre 1927 †              | Rabat         | -                    | 20e Souverain alaouite 18e Sultan chérifien | |
| 18 | (15 ans, 3 mois et 5 jours)  | Youssef Ben Hassan (1881-1927)         |                                 |                                 | Rabat         | -                    | 20e Souverain alaouite 18e Sultan chérifien | |
| 19 |                              | Mohammed Ben Youssef (1909-1961)       | 17 novembre 1927                | 20 août 1953                    | Rabat         | -                    | 21e Souverain alaouite 19e Sultan chérifien | Le 14 et 15 août 1953, il est arrêté avec son fils Moulay Hassan, puis exilé en Corse, puis à Madagascar (à Antsirabe à partir de 1954). |
| 19 | (25 ans, 9 mois et 3 jours)  | Mohammed Ben Youssef (1909-1961)       |                                 |                                 | Rabat         | -                    | 21e Souverain alaouite 19e Sultan chérifien | Le 14 et 15 août 1953, il est arrêté avec son fils Moulay Hassan, puis exilé en Corse, puis à Madagascar (à Antsirabe à partir de 1954). |
| 20 |                              | Mohammed Ben Arafa (1889-1976)         | 20 août 1953                    | 16 novembre 1955                | Rabat         | -                    | 22e Souverain alaouite 20e Sultan chérifien | À la suite de l'exil de Mohammed Ben Youssef, son cousin Mohammed Ben Arafa est placé le 20 août 1953 sur le trône du Maroc par les autorités françaises. Le 11 septembre 1953, il échappe à une tentative d'assassinat de la part d'Allal ben Abdallah. Il abdique le 1er octobre 1955.                                                      |
| 20 | (2 ans, 2 mois et 27 jours)  | Mohammed Ben Arafa (1889-1976)         |                                 |                                 | Rabat         | -                    | 22e Souverain alaouite 20e Sultan chérifien | À la suite de l'exil de Mohammed Ben Youssef, son cousin Mohammed Ben Arafa est placé le 20 août 1953 sur le trône du Maroc par les autorités françaises. Le 11 septembre 1953, il échappe à une tentative d'assassinat de la part d'Allal ben Abdallah. Il abdique le 1er octobre 1955.                                                      |
| —  |                              | Mohammed Ben Youssef (1909-1961)       | 16 novembre 1955                | 14 août 1957                    | Rabat         | Bekkaï I ; Bekkaï II | 21e Souverain alaouite 19e Sultan chérifien | Exilé pour deux ans par les autorités françaises, le Sultan retourne avec sa famille au Maroc le 10 novembre 1955. Un mois plus tard, Mbarek Bekkaï forme un gouvernement composé des représentants de l'Istiqlal, PDI et d'indépendants, celui-ci fait accéder le Maroc à l'Indépendance . Son intronisation est célébrée le 9 juillet 1957. |
| —  | (1 an, 8 mois et 29 jours)   | Mohammed Ben Youssef (1909-1961)       |                                 |                                 | Rabat         | Bekkaï I ; Bekkaï II | 21e Souverain alaouite 19e Sultan chérifien | Exilé pour deux ans par les autorités françaises, le Sultan retourne avec sa famille au Maroc le 10 novembre 1955. Un mois plus tard, Mbarek Bekkaï forme un gouvernement composé des représentants de l'Istiqlal, PDI et d'indépendants, celui-ci fait accéder le Maroc à l'Indépendance . Son intronisation est célébrée le 9 juillet 1957. |

### Royaume du Maroc (depuis 1957)
| Portrait | Portrait                      | Nom (Naissance-Mort)   | Dates du règne — Durée du règne | Dates du règne — Durée du règne | Capitale | Gouvernement | Titre                                   | Notes et faits marquants |
| -------- | ----------------------------- | ---------------------- | ------------------------------- | ------------------------------- | -------- | --- | --------------------------------------- | --- |
| 1        |                               | Mohammed V (1909-1961) | 14 août 1957                    | 26 février 1961 †               | Rabat    | Bekkaï II ; Balafrej ; Ibrahim ; Mohammed V | 21e Souverain alaouite 1er Roi du Maroc | Il meurt le 26 février 1961 à Rabat à l'âge de 51 ans à la suite d'une opération chirurgicale. Son fils lui succède sous le nom de Hassan II. |
| 1        | (3 ans, 6 mois et 12 jours)   | Mohammed V (1909-1961) |                                 |                                 | Rabat    | Bekkaï II ; Balafrej ; Ibrahim ; Mohammed V | 21e Souverain alaouite 1er Roi du Maroc | Il meurt le 26 février 1961 à Rabat à l'âge de 51 ans à la suite d'une opération chirurgicale. Son fils lui succède sous le nom de Hassan II. |
| 2        |                               | Hassan II (1929-1999)  | 3 mars 1961                     | 23 juillet 1999 †               | Rabat    | Hassan II 1 ; Hassan II 2 ; Hassan II 3 ; Bahnini ; Hassan II 4 ; Benhima/Laraki ; Lamrani I ; Lamrani II ; Osman I ; Osman II ; Bouabid I ; Bouabid II ; Lamrani III ; Lamrani IV/Laraki ; Lamrani V ; Lamrani VI ; Filali I ; Filali II ; Filali III ; el-Youssoufi I | 23e Souverain alaouite 2e Roi du Maroc  | Après le décès de Mohammed V le 26 février 1961, il est proclamé roi du Maroc. Son intronisation est célébrée le 3 mars 1961. Le 10 juillet 1971, Hassan II échappe au coup d'État de Skhirat mené par le général Mohamed Medbouh, le colonel Mohamed Ababou et le lieutenant-colonel M'hamed Ababou. Un an plus tard, le 16 août 1972, il échappe de nouveau au coup d'État des aviateurs mené par des aviateurs des Forces aériennes royales sous le commandement du général Mohamed Oufkir et le lieutenant-colonel Mohamed Amekrane,. Le 6 novembre 1975, il organise la « marche Verte », présentée comme pacifique, partie du Maroc vers le territoire du Sahara occidental dans le but d'annexer ce territoire occupé par l'Espagne. Il meurt le 23 juillet 1999 à Rabat à l'âge de 70 ans. Son fils lui succède sous le nom de Mohammed VI. |
| 2        | (38 ans, 4 mois et 20 jours)  | Hassan II (1929-1999)  |                                 |                                 | Rabat    | Hassan II 1 ; Hassan II 2 ; Hassan II 3 ; Bahnini ; Hassan II 4 ; Benhima/Laraki ; Lamrani I ; Lamrani II ; Osman I ; Osman II ; Bouabid I ; Bouabid II ; Lamrani III ; Lamrani IV/Laraki ; Lamrani V ; Lamrani VI ; Filali I ; Filali II ; Filali III ; el-Youssoufi I | 23e Souverain alaouite 2e Roi du Maroc  | Après le décès de Mohammed V le 26 février 1961, il est proclamé roi du Maroc. Son intronisation est célébrée le 3 mars 1961. Le 10 juillet 1971, Hassan II échappe au coup d'État de Skhirat mené par le général Mohamed Medbouh, le colonel Mohamed Ababou et le lieutenant-colonel M'hamed Ababou. Un an plus tard, le 16 août 1972, il échappe de nouveau au coup d'État des aviateurs mené par des aviateurs des Forces aériennes royales sous le commandement du général Mohamed Oufkir et le lieutenant-colonel Mohamed Amekrane,. Le 6 novembre 1975, il organise la « marche Verte », présentée comme pacifique, partie du Maroc vers le territoire du Sahara occidental dans le but d'annexer ce territoire occupé par l'Espagne. Il meurt le 23 juillet 1999 à Rabat à l'âge de 70 ans. Son fils lui succède sous le nom de Mohammed VI. |
| 3        |                               | Mohammed VI (1963- )   | 23 juillet 1999                 | en fonction                     | Rabat    | el-Youssoufi I ; el-Youssoufi II ; Jettou I ; Jettou II ; El Fassi ; Benkiran I ; Benkiran II | 24e Souverain alaouite 3e Roi du Maroc  | Après le décès d'Hassan II le 23 juillet 1999, il est proclamé roi du Maroc. Son intronisation est célébrée le 30 juillet 1999. |
| 3        | (25 ans, 11 mois et 25 jours) | Mohammed VI (1963- )   |                                 |                                 | Rabat    | el-Youssoufi I ; el-Youssoufi II ; Jettou I ; Jettou II ; El Fassi ; Benkiran I ; Benkiran II | 24e Souverain alaouite 3e Roi du Maroc  | Après le décès d'Hassan II le 23 juillet 1999, il est proclamé roi du Maroc. Son intronisation est célébrée le 30 juillet 1999. |

## Observations générales
Records :
- Mandat le plus long : Ismaïl Ben Chérif (54 ans, 11 mois et 8 jours).
- Mandat le plus court : Zine El Abidine Ben Ismaïl (environ 1 mois).
- Nombre de règnes : Abdallah Ben Ismaïl (6 règnes).
- Souverain le plus jeune au moment de son avènement : Abdelaziz Ben Hassan (à 16 ans).
- Souverain le plus vieux au moment de son avènement : Mohammed Ben Arafa (à 64 ans).

Décès pendant le règne :
- Mohammed Ben Chérif, tué le 3 août 1664
- Rachid Ben Chérif, mort le 9 avril 1672
- Ismaïl Ben Chérif, mort le 22 mars 1727
- Ahmed Ben Ismaïl, mort le 5 mars 1729
- Abdallah Ben Ismaïl, mort le 10 novembre 1757
- Mohammed Ben Abdellah, mort le 9 avril 1790
- Yazid Ben Mohammed, mort de ses blessures le 23 février 1792
- Slimane Ben Mohammed, mort le 28 novembre 1822
- Abderrahmane Ben Hicham, mort le 28 août 1859
- Mohammed Ben Abderrahmane, mort le 16 septembre 1873
- Hassan Ben Mohammed, mort de ses blessures le 7 juin 1894
- Youssef Ben Hassan, mort le 17 novembre 1927
- Mohammed V, mort le 26 février 1961
- Hassan II, mort le 23 juillet 1999

### Arbre généalogique des souverains alaouites
|              |              |              |              |              |              |  |  |                   |                   |                   |                   |                   |                   |  |  | Moulay Chérif                             |                 |                 |                 |                 |                 |  |  |                     |                     |                     |                     |                     |                     |  |  |          |          |          |          |          |          |  |  |                    |                    |                    |                    |                    |                    |  |  |                 |                 |                 |                 |                 |                 |  |  |  |  |  |  |  |  |  |  |  |  |  |  |  |  |
|              |              |              |              |              |              |  |  |                   |                   |                   |                   |                   |                   |  |  |                                           |                 |                 |                 |                 |                 |  |  |                     |                     |                     |                     |                     |                     |  |  |          |          |          |          |          |          |  |  |                    |                    |                    |                    |                    |                    |  |  |                 |                 |                 |                 |                 |                 |  |  |  |  |  |  |  |  |  |  |  |  |  |  |  |  |
|              |              |              |              |              |              |  |  |                   |                   |                   |                   |                   |                   |  |  |                                           |                 |                 |                 |                 |                 |  |  |                     |                     |                     |                     |                     |                     |  |  |          |          |          |          |          |          |  |  |                    |                    |                    |                    |                    |                    |  |  |                 |                 |                 |                 |                 |                 |  |  |  |  |  |  |  |  |  |  |  |  |  |  |  |  |
|              |              |              |              |              |              |  |  | 1er Mohammed      | 1er Mohammed      | 1er Mohammed      | 1er Mohammed      | 1er Mohammed      | 1er Mohammed      |  |  | Moulay Ismaïl                             | Moulay Ismaïl   | Moulay Ismaïl   | Moulay Ismaïl   | Moulay Ismaïl   | Moulay Ismaïl   |  |  | Moulay Rachid       | Moulay Rachid       | Moulay Rachid       | Moulay Rachid       | Moulay Rachid       | Moulay Rachid       |  |  |          |          |          |          |          |          |  |  |                    |                    |                    |                    |                    |                    |  |  |                 |                 |                 |                 |                 |                 |  |  |  |  |  |  |  |  |  |  |  |  |  |  |  |  |
|              |              |              |              |              |              |  |  | 1er Mohammed      | 1er Mohammed      | 1er Mohammed      | 1er Mohammed      | 1er Mohammed      | 1er Mohammed      |  |  | Moulay Ismaïl                             | Moulay Ismaïl   | Moulay Ismaïl   | Moulay Ismaïl   | Moulay Ismaïl   | Moulay Ismaïl   |  |  | Moulay Rachid       | Moulay Rachid       | Moulay Rachid       | Moulay Rachid       | Moulay Rachid       | Moulay Rachid       |  |  |          |          |          |          |          |          |  |  |                    |                    |                    |                    |                    |                    |  |  |                 |                 |                 |                 |                 |                 |  |  |  |  |  |  |  |  |  |  |  |  |  |  |  |  |
|              |              |              |              |              |              |  |  |                   |                   |                   |                   |                   |                   |  |  |                                           |                 |                 |                 |                 |                 |  |  |                     |                     |                     |                     |                     |                     |  |  |          |          |          |          |          |          |  |  |                    |                    |                    |                    |                    |                    |  |  |                 |                 |                 |                 |                 |                 |  |  |  |  |  |  |  |  |  |  |  |  |  |  |  |  |
| Moulay Ahmed | Moulay Ahmed | Moulay Ahmed | Moulay Ahmed | Moulay Ahmed | Moulay Ahmed |  |  | Moulay Abdelmalek | Moulay Abdelmalek | Moulay Abdelmalek | Moulay Abdelmalek | Moulay Abdelmalek | Moulay Abdelmalek |  |  | Moulay Abdallah                           | Moulay Abdallah | Moulay Abdallah | Moulay Abdallah | Moulay Abdallah | Moulay Abdallah |  |  | Mohammed II         | Mohammed II         | Mohammed II         | Mohammed II         | Mohammed II         | Mohammed II         |  |  | Sidi Ali | Sidi Ali | Sidi Ali | Sidi Ali | Sidi Ali | Sidi Ali |  |  | Moulay El-Moustadi | Moulay El-Moustadi | Moulay El-Moustadi | Moulay El-Moustadi | Moulay El-Moustadi | Moulay El-Moustadi |  |  | Zine El Abidine | Zine El Abidine | Zine El Abidine | Zine El Abidine | Zine El Abidine | Zine El Abidine |  |  |  |  |  |  |  |  |  |  |  |  |  |  |  |  |
| Moulay Ahmed | Moulay Ahmed | Moulay Ahmed | Moulay Ahmed | Moulay Ahmed | Moulay Ahmed |  |  | Moulay Abdelmalek | Moulay Abdelmalek | Moulay Abdelmalek | Moulay Abdelmalek | Moulay Abdelmalek | Moulay Abdelmalek |  |  | Moulay Abdallah                           | Moulay Abdallah | Moulay Abdallah | Moulay Abdallah | Moulay Abdallah | Moulay Abdallah |  |  | Mohammed II         | Mohammed II         | Mohammed II         | Mohammed II         | Mohammed II         | Mohammed II         |  |  | Sidi Ali | Sidi Ali | Sidi Ali | Sidi Ali | Sidi Ali | Sidi Ali |  |  | Moulay El-Moustadi | Moulay El-Moustadi | Moulay El-Moustadi | Moulay El-Moustadi | Moulay El-Moustadi | Moulay El-Moustadi |  |  | Zine El Abidine | Zine El Abidine | Zine El Abidine | Zine El Abidine | Zine El Abidine | Zine El Abidine |  |  |  |  |  |  |  |  |  |  |  |  |  |  |  |  |
|              |              |              |              |              |              |  |  |                   |                   |                   |                   |                   |                   |  |  | Mohammed III                              |                 |                 |                 |                 |                 |  |  |                     |                     |                     |                     |                     |                     |  |  |          |          |          |          |          |          |  |  |                    |                    |                    |                    |                    |                    |  |  |                 |                 |                 |                 |                 |                 |  |  |  |  |  |  |  |  |  |  |  |  |  |  |  |  |
|              |              |              |              |              |              |  |  |                   |                   |                   |                   |                   |                   |  |  |                                           |                 |                 |                 |                 |                 |  |  |                     |                     |                     |                     |                     |                     |  |  |          |          |          |          |          |          |  |  |                    |                    |                    |                    |                    |                    |  |  |                 |                 |                 |                 |                 |                 |  |  |  |  |  |  |  |  |  |  |  |  |  |  |  |  |
|              |              |              |              |              |              |  |  |                   |                   |                   |                   |                   |                   |  |  |                                           |                 |                 |                 |                 |                 |  |  |                     |                     |                     |                     |                     |                     |  |  |          |          |          |          |          |          |  |  |                    |                    |                    |                    |                    |                    |  |  |                 |                 |                 |                 |                 |                 |  |  |  |  |  |  |  |  |  |  |  |  |  |  |  |  |
|              |              |              |              |              |              |  |  | Moulay Yazid      | Moulay Yazid      | Moulay Yazid      | Moulay Yazid      | Moulay Yazid      | Moulay Yazid      |  |  | Moulay Hicham                             | Moulay Hicham   | Moulay Hicham   | Moulay Hicham   | Moulay Hicham   | Moulay Hicham   |  |  | Moulay Slimane      | Moulay Slimane      | Moulay Slimane      | Moulay Slimane      | Moulay Slimane      | Moulay Slimane      |  |  |          |          |          |          |          |          |  |  |                    |                    |                    |                    |                    |                    |  |  |                 |                 |                 |                 |                 |                 |  |  |  |  |  |  |  |  |  |  |  |  |  |  |  |  |
|              |              |              |              |              |              |  |  | Moulay Yazid      | Moulay Yazid      | Moulay Yazid      | Moulay Yazid      | Moulay Yazid      | Moulay Yazid      |  |  | Moulay Hicham                             | Moulay Hicham   | Moulay Hicham   | Moulay Hicham   | Moulay Hicham   | Moulay Hicham   |  |  | Moulay Slimane      | Moulay Slimane      | Moulay Slimane      | Moulay Slimane      | Moulay Slimane      | Moulay Slimane      |  |  |          |          |          |          |          |          |  |  |                    |                    |                    |                    |                    |                    |  |  |                 |                 |                 |                 |                 |                 |  |  |  |  |  |  |  |  |  |  |  |  |  |  |  |  |
|              |              |              |              |              |              |  |  |                   |                   |                   |                   |                   |                   |  |  | Moulay Abderrahmane                       |                 |                 |                 |                 |                 |  |  |                     |                     |                     |                     |                     |                     |  |  |          |          |          |          |          |          |  |  |                    |                    |                    |                    |                    |                    |  |  |                 |                 |                 |                 |                 |                 |  |  |  |  |  |  |  |  |  |  |  |  |  |  |  |  |
|              |              |              |              |              |              |  |  |                   |                   |                   |                   |                   |                   |  |  |                                           |                 |                 |                 |                 |                 |  |  |                     |                     |                     |                     |                     |                     |  |  |          |          |          |          |          |          |  |  |                    |                    |                    |                    |                    |                    |  |  |                 |                 |                 |                 |                 |                 |  |  |  |  |  |  |  |  |  |  |  |  |  |  |  |  |
|              |              |              |              |              |              |  |  |                   |                   |                   |                   |                   |                   |  |  | Mohammed IV                               |                 |                 |                 |                 |                 |  |  |                     |                     |                     |                     |                     |                     |  |  |          |          |          |          |          |          |  |  |                    |                    |                    |                    |                    |                    |  |  |                 |                 |                 |                 |                 |                 |  |  |  |  |  |  |  |  |  |  |  |  |  |  |  |  |
|              |              |              |              |              |              |  |  |                   |                   |                   |                   |                   |                   |  |  |                                           |                 |                 |                 |                 |                 |  |  |                     |                     |                     |                     |                     |                     |  |  |          |          |          |          |          |          |  |  |                    |                    |                    |                    |                    |                    |  |  |                 |                 |                 |                 |                 |                 |  |  |  |  |  |  |  |  |  |  |  |  |  |  |  |  |
|              |              |              |              |              |              |  |  |                   |                   |                   |                   |                   |                   |  |  |                                           |                 |                 |                 |                 |                 |  |  |                     |                     |                     |                     |                     |                     |  |  |          |          |          |          |          |          |  |  |                    |                    |                    |                    |                    |                    |  |  |                 |                 |                 |                 |                 |                 |  |  |  |  |  |  |  |  |  |  |  |  |  |  |  |  |
|              |              |              |              |              |              |  |  |                   |                   |                   |                   |                   |                   |  |  | Hassan 1er                                | Hassan 1er      | Hassan 1er      | Hassan 1er      | Hassan 1er      | Hassan 1er      |  |  |                     |                     |                     |                     |                     |                     |  |  | Arafa    | Arafa    | Arafa    | Arafa    | Arafa    | Arafa    |  |  |                    |                    |                    |                    |                    |                    |  |  |                 |                 |                 |                 |                 |                 |  |  |  |  |  |  |  |  |  |  |  |  |  |  |  |  |
|              |              |              |              |              |              |  |  |                   |                   |                   |                   |                   |                   |  |  | Hassan 1er                                | Hassan 1er      | Hassan 1er      | Hassan 1er      | Hassan 1er      | Hassan 1er      |  |  |                     |                     |                     |                     |                     |                     |  |  | Arafa    | Arafa    | Arafa    | Arafa    | Arafa    | Arafa    |  |  |                    |                    |                    |                    |                    |                    |  |  |                 |                 |                 |                 |                 |                 |  |  |  |  |  |  |  |  |  |  |  |  |  |  |  |  |
|              |              |              |              |              |              |  |  |                   |                   |                   |                   |                   |                   |  |  |                                           |                 |                 |                 |                 |                 |  |  |                     |                     |                     |                     |                     |                     |  |  |          |          |          |          |          |          |  |  |                    |                    |                    |                    |                    |                    |  |  |                 |                 |                 |                 |                 |                 |  |  |  |  |  |  |  |  |  |  |  |  |  |  |  |  |
|              |              |              |              |              |              |  |  | Moulay Abdelaziz  | Moulay Abdelaziz  | Moulay Abdelaziz  | Moulay Abdelaziz  | Moulay Abdelaziz  | Moulay Abdelaziz  |  |  | Moulay Youssef                            | Moulay Youssef  | Moulay Youssef  | Moulay Youssef  | Moulay Youssef  | Moulay Youssef  |  |  | Moulay Abd al-Hafid | Moulay Abd al-Hafid | Moulay Abd al-Hafid | Moulay Abd al-Hafid | Moulay Abd al-Hafid | Moulay Abd al-Hafid |  |  | Mohammed | Mohammed | Mohammed | Mohammed | Mohammed | Mohammed |  |  |                    |                    |                    |                    |                    |                    |  |  |                 |                 |                 |                 |                 |                 |  |  |  |  |  |  |  |  |  |  |  |  |  |  |  |  |
|              |              |              |              |              |              |  |  | Moulay Abdelaziz  | Moulay Abdelaziz  | Moulay Abdelaziz  | Moulay Abdelaziz  | Moulay Abdelaziz  | Moulay Abdelaziz  |  |  | Moulay Youssef                            | Moulay Youssef  | Moulay Youssef  | Moulay Youssef  | Moulay Youssef  | Moulay Youssef  |  |  | Moulay Abd al-Hafid | Moulay Abd al-Hafid | Moulay Abd al-Hafid | Moulay Abd al-Hafid | Moulay Abd al-Hafid | Moulay Abd al-Hafid |  |  | Mohammed | Mohammed | Mohammed | Mohammed | Mohammed | Mohammed |  |  |                    |                    |                    |                    |                    |                    |  |  |                 |                 |                 |                 |                 |                 |  |  |  |  |  |  |  |  |  |  |  |  |  |  |  |  |
|              |              |              |              |              |              |  |  |                   |                   |                   |                   |                   |                   |  |  | Mohammed V                                |                 |                 |                 |                 |                 |  |  |                     |                     |                     |                     |                     |                     |  |  |          |          |          |          |          |          |  |  |                    |                    |                    |                    |                    |                    |  |  |                 |                 |                 |                 |                 |                 |  |  |  |  |  |  |  |  |  |  |  |  |  |  |  |  |
|              |              |              |              |              |              |  |  |                   |                   |                   |                   |                   |                   |  |  |                                           |                 |                 |                 |                 |                 |  |  |                     |                     |                     |                     |                     |                     |  |  |          |          |          |          |          |          |  |  |                    |                    |                    |                    |                    |                    |  |  |                 |                 |                 |                 |                 |                 |  |  |  |  |  |  |  |  |  |  |  |  |  |  |  |  |
|              |              |              |              |              |              |  |  |                   |                   |                   |                   |                   |                   |  |  | Hassan II                                 |                 |                 |                 |                 |                 |  |  |                     |                     |                     |                     |                     |                     |  |  |          |          |          |          |          |          |  |  |                    |                    |                    |                    |                    |                    |  |  |                 |                 |                 |                 |                 |                 |  |  |  |  |  |  |  |  |  |  |  |  |  |  |  |  |
|              |              |              |              |              |              |  |  |                   |                   |                   |                   |                   |                   |  |  |                                           |                 |                 |                 |                 |                 |  |  |                     |                     |                     |                     |                     |                     |  |  |          |          |          |          |          |          |  |  |                    |                    |                    |                    |                    |                    |  |  |                 |                 |                 |                 |                 |                 |  |  |  |  |  |  |  |  |  |  |  |  |  |  |  |  |
|              |              |              |              |              |              |  |  |                   |                   |                   |                   |                   |                   |  |  | Mohammed VI                               |                 |                 |                 |                 |                 |  |  |                     |                     |                     |                     |                     |                     |  |  |          |          |          |          |          |          |  |  |                    |                    |                    |                    |                    |                    |  |  |                 |                 |                 |                 |                 |                 |  |  |  |  |  |  |  |  |  |  |  |  |  |  |  |  |
|              |              |              |              |              |              |  |  |                   |                   |                   |                   |                   |                   |  |  |                                           |                 |                 |                 |                 |                 |  |  |                     |                     |                     |                     |                     |                     |  |  |          |          |          |          |          |          |  |  |                    |                    |                    |                    |                    |                    |  |  |                 |                 |                 |                 |                 |                 |  |  |  |  |  |  |  |  |  |  |  |  |  |  |  |  |
|              |              |              |              |              |              |  |  |                   |                   |                   |                   |                   |                   |  |  | Prince héritier Moulay Hassan ou Hassan 3 |                 |                 |                 |                 |                 |  |  |                     |                     |                     |                     |                     |                     |  |  |          |          |          |          |          |          |  |  |                    |                    |                    |                    |                    |                    |  |  |                 |                 |                 |                 |                 |                 |  |  |  |  |  |  |  |  |  |  |  |  |  |  |  |  |

### Sources bibliographiques
1. 1 2  Lugan, p. 173
2. ↑  Lugan, p. 174
3. ↑  Lugan, p. 174, 175
4. 1 2 3  Lugan, p. 271
5. 1 2 3  Lugan, p. 273
6. ↑  Lugan, p. 274
7. 1 2  Lugan, p. 275
8. 1 2  Lugan, p. 311
9. ↑  Lugan, p. 312
10. ↑  Lugan, p. 299, 300